# 1989年ソビエト連邦人民代議員大会選挙
1989年ソビエト連邦人民代議員大会選挙（1989ねんソビエトれんぽうじんみんだいぎいんたいかいせんきょ、Выборы народных депутатов СССР 1989 года）は、1989年にソビエト連邦で行われた人民代議員大会の選挙である。

## 概要
ソビエト連邦共産党書記長のミハイル・ゴルバチョフによる政治改革「ペレストロイカ」の取り組みとして導入した最高会議に代わる立法機関人民代議員大会を設置した。これまでの共産党が擁立した候補者に賛成を投じる制度ではなく、複数候補者による「選挙」を実施した。
一方でゴルバチョフのペレストロイカ・グラスノスチなど一連の政治改革運動に反対する共産党保守派に配慮するため、候補者は共産党と無所属以外の候補者を事実上排除し、共産党の1党支配体制を原則とした。

## 選挙データ

### 内閣
- ルイシコフ内閣
  - 閣僚評議会議長（首相）：ニコライ・ルイシコフ
  - 与党：ソビエト連邦共産党

### 投票日
- 第1回投票：1989年3月26日
- 第2回投票：1989年4月2日、9日、20日、5月14日、23日

### 改選数
- 2,250
  - 地域選挙区 ：750
  - 民族地域選挙区：750[注 1][2]
    - 構成共和国 ：480
    - 自治共和国 ：220
    - 自治州 ：040
    - 自治管区 ：010

  - 公共団体選出枠：750[3]
    - ソビエト連邦共産党 ：100
    - 全連邦労働組合中央評議会 ：100
    - 協同組合 ：100[注 2]
    - 全連邦レーニン共産主義青年同盟：075
    - ソビエト女性委員会 ：075
    - 戦争労働退役軍人組織 ：075
    - ソ連邦科学アカデミー ：075[注 3]
    - 創造家組合 ：075[注 4]
    - その他公的機関 ：075[注 5]

### 選挙制度
- 地域選挙区・民族地域選挙区
  - 小選挙区二回投票制

- 公共団体選出枠

各団体からの推薦名簿に基づき選出。

## 選挙結果

### 党派別獲得議席
|                    |                    |                    |             |           |           |           |
| 党派               | 党派               | 獲得 議席          | 第1回投票   | 第1回投票 | 第2回投票 | 第2回投票 |
| 党派               | 党派               | 獲得 議席          | 得票数      | 得票率    | 得票数    | 得票率    |
|                    | ソビエト連邦共産党 | 1,958              |             |           |           |           |
|                    | 無所属             | 291                |             |           |           |           |
| 総計               | 総計               | 2,249              |             | 100.0%    |           | 100.0%    |
| 有効票数（有効率） |                    |                    |             |           |           |           |
| 無効票数（無効率） |                    |                    |             |           |           |           |
| 投票総数（投票率） | 投票総数（投票率） | 投票総数（投票率） | 172,840,130 | 89.75%    |           |           |
| 棄権者数（棄権率） | 棄権者数（棄権率） | 棄権者数（棄権率） | 19,735,035  | 10.25%    |           |           |
| 有権者数           | 有権者数           | 有権者数           | 192,575,165 | 100.0%    |           |           |
| 出典：             |                    |                    |             |           |           |           |